# Dishwalla
I Dishwalla sono una alternative rock band, nati a Santa Barbara, in California. I membri sono Jim Wood (tastiera), Rodney Browing Cravens (chitarra principale), J.R. Richards (cantante, chitarra e tastiera), Pete Maloney (batteria) e Scot Alexander (basso, juno 60). George Pendergast ha suonato la batteria per la band sin dal 1998, poi è stato sostituito da Pete Maloney. Il nome della band deriva da un termine indiano che indica una persona che usa apparecchiature illegali per prendere un segnale televisivo satellitare e condividerlo con i suoi vicini.
Nel 1996, il single  Counting Blue Cars  dall'album Pet Your Friends  salì nelle classifiche americane e venne proposto molto alla radio, portando la band al successo tra il pubblico di massa. Questa canzone fece aggiudicare loro un Billboard Award per il premio "Best Rock Single" (Miglior Singolo Rock) del 1996 così come anche un ASCAP Award per la "Rock Track of The Year" (Traccia Rock dell'anno) nel 1996 e nel 1997. Il loro seguente album, nel 1998, And You Think You Know What Life's About , non riuscì a sostenere la popolarità raggiunta con il single Counting Blue Cars. (Parzialmente responsabile dell'insuccesso fu anche la situazione di vendita e scioglimento della A&M/Polygram, la casa discografica che produsse i due album). La band è ricordata da molti come la one-hit wonder, proprio per il successo che di Counting Blue Cars.
I Dishwalla non si sono arresi, ed hanno continuato a creare anche quando la loro celebrità sembrava ormai non avere futuro. Nel 1998 è la volta di Truth Serum una canzone che vedrà il successo in The Avengers del 1998, in quanto sarà inserita nella lista delle soundtrack. Poi con Stay Awake, che venne inserita nel film Stir of Echoes; nel 2002 la canzone Home venne scelta come tema del film "The Banger Sisters", e nella serie Warner Bros. Streghe. I Dishwalla sono messi sotto i riflettori in due episodi in cui la band canta live nel locale P3 di Piper, una delle tre protagoniste. 
La band, che è sostenuta da una schiera di fan molto fedeli, ha pubblicato altri tre album: Opaline, l'omonimo Dishwalla ed un live album Live...Greetings from the Flow State .

## Membri
- J.R. Richards - cantante
- Rodney Browning Cravens - chitarra
- Scot Alexander - basso (1993-2005)
- Jim Wood - tastiera (1996-attuale)
- Pete Maloney - batteria
- George Pendergast - batteria (1993-1998)

Scot si era ritirato per passare più tempo con la sua famiglia e, nell'ultimo tour, è stato sostituito, alternativamente, da: Dan Lavery dei Tonic, Jorgen Carlsson dei Low Millions, e David Sutton (Tears For Fears, Tracy Chapman). Questi hanno continuato a sostituirsi a "Scotty" per tutta la durata del tour.
J.R ha pubblicato un album da solista di nome A Beautiful End in cui si può notare un classico richiamo alle sonorità dei Dishwalla.

## Discografia
Album in studio
- 1995 - Pet Your Friends
- 1998 - And You Think You Know What Life's About
- 2002 - Opaline
- 2005 - Dishwalla
- 2017 - Juniper Road

EP
- 2001 - Gems
- 2003 - Santa Claus Lane
- 2004 - Santa Claus Lane II
- 2004 - Southeast Asia 2004

Live
- 2003 - Live... Greetings from the Flow State

Singoli
- 1994 - It's Going To Take Some Time
- 1995 - Counting Blue Cars
- 1995 - Haze
- 2002 - Somewhere in the Middle

### Apparizioni in compilation
- 1997 - M.O.M., Vol. 2: Music for Our Mother Ocean